# Горган
Горган (перс. گرگان), Верген (каспійською мовою) — місто у іранській провінції Голестан. За сучасних часів і до 1937 року місто було відомо під назвою Астарабад.
Населення міста — 241,2 тис. мешканців (2005).

## Історія
За давніми грецькими джерелами носило назву Ґиркана (Гирканія), яка походить від «Варкена», що значить на пахлаві — «землі вовків». Гирканою також називали прикаспійський край Ірану.
У 1384 зруйнований Тамерланом, у XVII столітті процвітав, будучи одним з центрів Парфянського царства. Традиційно був осередком збереження зороастризму, довго протистояв ісламізації, аж поки держава корінних персів остаточно не підкорилась ісламістам. В давні часи з Горгану традиційно походили вищі військові чини, особисті гвардійці давніх перських царів, бійці Безмертної Гвардії. Дружина великого правителя Дарія походила з Горгану. У XVIII столітті дуже збіднів. Портом Астрабаду служить містечко Гяз.
Протягом Ірано-іракської війни зазнав відносно незначних втрат і руйнувань.

## Господарство і клімат
Область родюча і завдяки теплому і вологому клімату виробляє цінні продукти, які вивозили на експорт: шовк, бавовна, рис, сушені плоди. Гори вкриті густими лісами листяних порід, між деревами багато ліан; вище смуга хвойного лісу. На відміну від Баку і навіть Ленкорані тут і влітку бувають рясні дощі. Клімат нездоровий, багато випадків малярії, хоча і менше, ніж в Гіляні.

## Освіта
В Горгані є кілька університетів:
- Університет Горган
- Ісламський університет ім. Азада
- Університет охорони здоров'я Гюлестану
- Медичний уніфверситет Горгана
- Університет сільського господарства і природних ресурсів

## Пероналії
- Сулі (854/880 — 946) — арабський вчений, історик, філолог.

| Іран | Це незавершена стаття з географії Ірану. Ви можете допомогти проєкту, виправивши або дописавши її. |

1. ↑  Iran: Provinces, Major Cities & Towns - Population Statistics, Maps, Charts, Weather and Web Information
2. ↑  جمعیت به تفکیک تقسیمات کشوری